# Asante Akim sud
Le district d’Asante Akim sud est l’un des 21 districts de la Région d'Ashanti au Ghana.